# Pedostibes
Pedostibes es un género de anfibios anuros de la familia Bufonidae endémico de la India. 

## Especies
Se reconocen las siguientes según ASW:
- Pedostibes kempi (Boulenger, 1919)
- Pedostibes tuberculosus Günther, 1876